# Günther ze Schwarzburgu
Günther ze Schwarzburgu (1304 – 14. červen 1349, Frankfurt nad Mohanem) byl německý šlechtic, který byl 30. ledna 1349 zvolen jako protikrál proti římskoněmeckému králi Karlovi IV.

## Život
Byl mladším synem Jindřicha VII., hraběte Schwarzburg-Blankenburg. Rod Wittelsbachů oponoval vládě Karla IV. a začátkem roku 1349 prosadil volbu nového římského protikrále, kterým se stal právě Günther. Jedním z jeho podporovatelů byl i rýnský falckrabě Rudolf II., Karel IV. však smluvil svůj sňatek s Rudolfovou dcerou Annou Falckou (a připojil tak Horní Falc (Nové Čechy) k zemím Koruny české).
Nemocný Günther chtěl s Karlem uzavřít mír a jednání byla zpečetěna smlouvou ze dne 26. května 1349. Günther dostal do zástavy některá říšská města s důchody ve výši 20 tisíc hřiven stříbra za to, že se vzdá nároků za říšský trůn. Bývalý protikrál však zemřel už 14. června, přičemž sám Karel se zúčastnil jeho pohřbu. 17. června 1349 se pak konalo reprezentativní shromáždění všech kurfiřtů a říšských knížat ve Frankfurtu nad Mohanem, kde byl Karlovi složen velkolepý hold.